# Zenia Michałojć
Zenia Marianna Michałojć (ur. 17 września 1949 w Bełżycach) – polska naukowiec, specjalistka w zakresie uprawy i nawożenia roślin ogrodniczych, profesor nauk rolniczych, profesor nadzwyczajny Uniwersytetu Przyrodniczego w Lublinie, dziekan Wydziału Ogrodnictwa i Architektury Krajobrazu tej uczelni (2012–2020).

## Życiorys
W 1974 ukończyła studia na Akademii Rolniczej w Lublinie. Doktoryzowała się w 1983 na uczelni macierzystej w oparciu o pracę pt. Oddziaływanie nawożenia azotowo-potasowego na plon oraz skład chemiczny bobu i grochu, której promotorem był prof. Józef Nurzyński. Stopień naukowy doktora habilitowanego uzyskała w 2001 na AR w Lublinie na podstawie rozprawy Wpływ nawożenia azotem i potasem oraz terminu uprawy na plonowanie i skład chemiczny sałaty, rzodkiewki oraz szpinaku. Tytuł naukowy profesora nauk rolniczych otrzymała 31 października 2013.
Zawodowo związana z Akademią Rolniczą w Lublinie i powstałym w jej miejscu Uniwersytetem Przyrodniczym w Lublinie, na którym doszła do stanowiska profesora nadzwyczajnego. W latach 2008–2012 pełniła funkcję prodziekana Wydziału Ogrodnictwa i Architektury Krajobrazu, zaś w kadencjach 2012–2016 i 2016–2020 była dziekanem tej jednostki. W latach 2009–2012 kierowała Zakładem Żywienia Roślin, w 2012 objęła kierownictwo Katedry Uprawy i Nawożenia Roślin Ogrodniczych; po jej przekształceniu w Katedrę Uprawy i Żywienia Roślin w 2017, pozostała na stanowisku.
Specjalizuje się w uprawie i nawożeniu roślin ogrodniczych. Opublikowała ponad 130 prac naukowych. Została członkinią Polskiego Towarzystwa Nauk Ogrodniczych (2000), Lubelskiego Towarzystwa Naukowego (2001) oraz Stowarzyszenia Architektów Krajobrazu (2008).
Odznaczona Złotym Krzyżem Zasługi (2003), Medalem Komisji Edukacji Narodowej (2008) i Odznaką Honorową Akademii Rolniczej w Lublinie (1999).